# Savage Love (Laxed – Siren Beat)
Savage Love (Laxed – Siren Beat)는 2020년 발매된 뉴질랜드 음악 프로듀서 조시 685와 미국의 가수 제이슨 데룰로의 노래이다. 이 노래는 두 아티스트 간의 샘플 문제가 해결된 후 2020년 6월 11일에 공식 발표되었다.
이 노래는 영국, 뉴질랜드, 오스트레일리아를 포함한 17개국에서 1위를 기록했다. 대한민국의 보이 그룹 방탄소년단이 피처링한 리믹스 버전은 2020년 10월 2일 발매되었다. 리믹스 버전은 빌보드 핫 100에서 1위에 올랐다.

## 방탄소년단 리믹스 버전
방탄소년단이 피처링한 리믹스 버전은 2020년 10월 2일 디지털 싱글로 발매되었다. 리믹스는 오리지널 "Savage Love (Laxed – Siren Beat)"와 동일한 크레딧을 가지고 있으며, 방탄소년단의 일원인 제이홉과 슈가가 송라이터로 추가되었다.

## 같이 보기
- 2020년 빌보드 핫 100 차트 1위 목록